# Cá biển

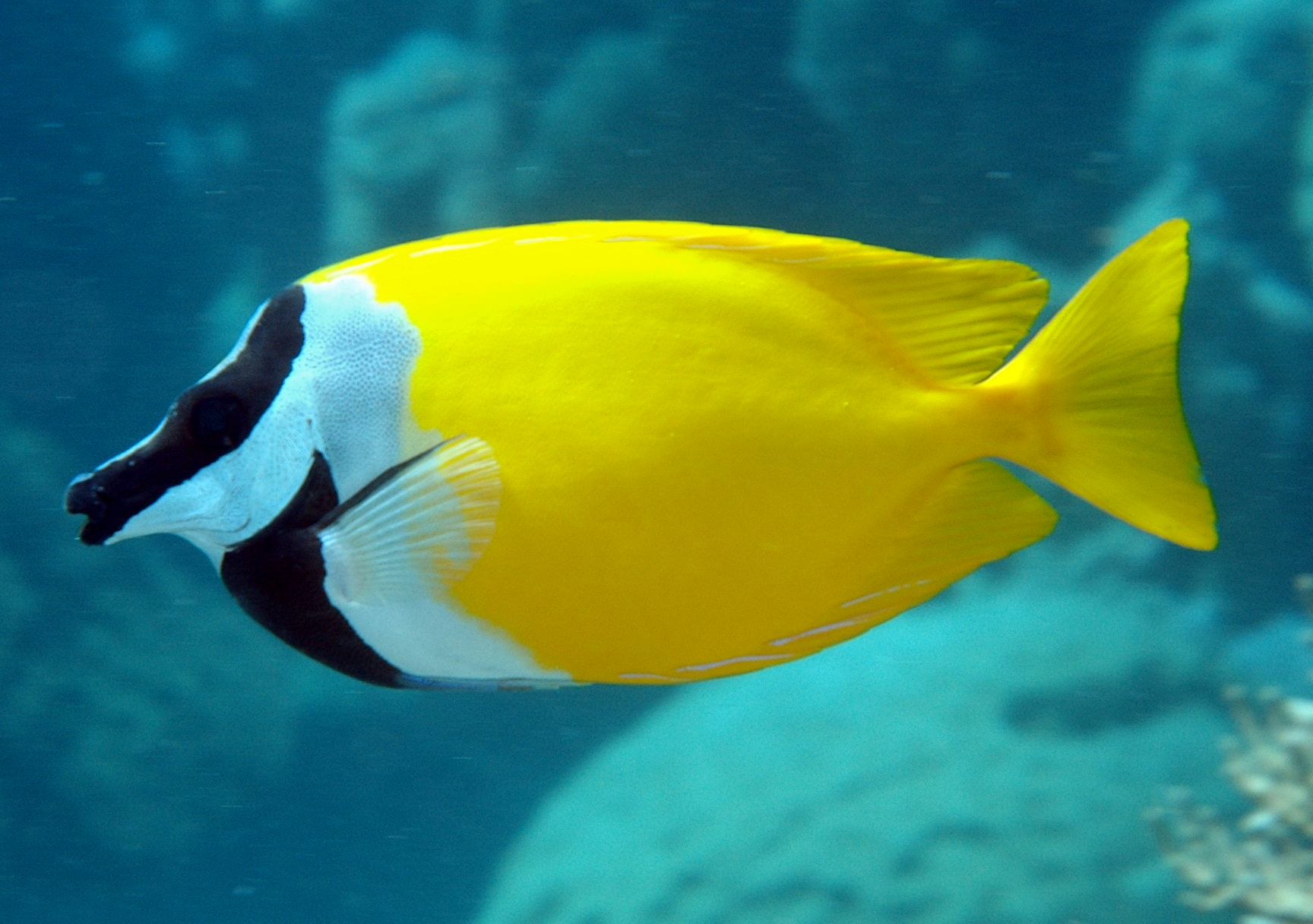
Một con cá biển

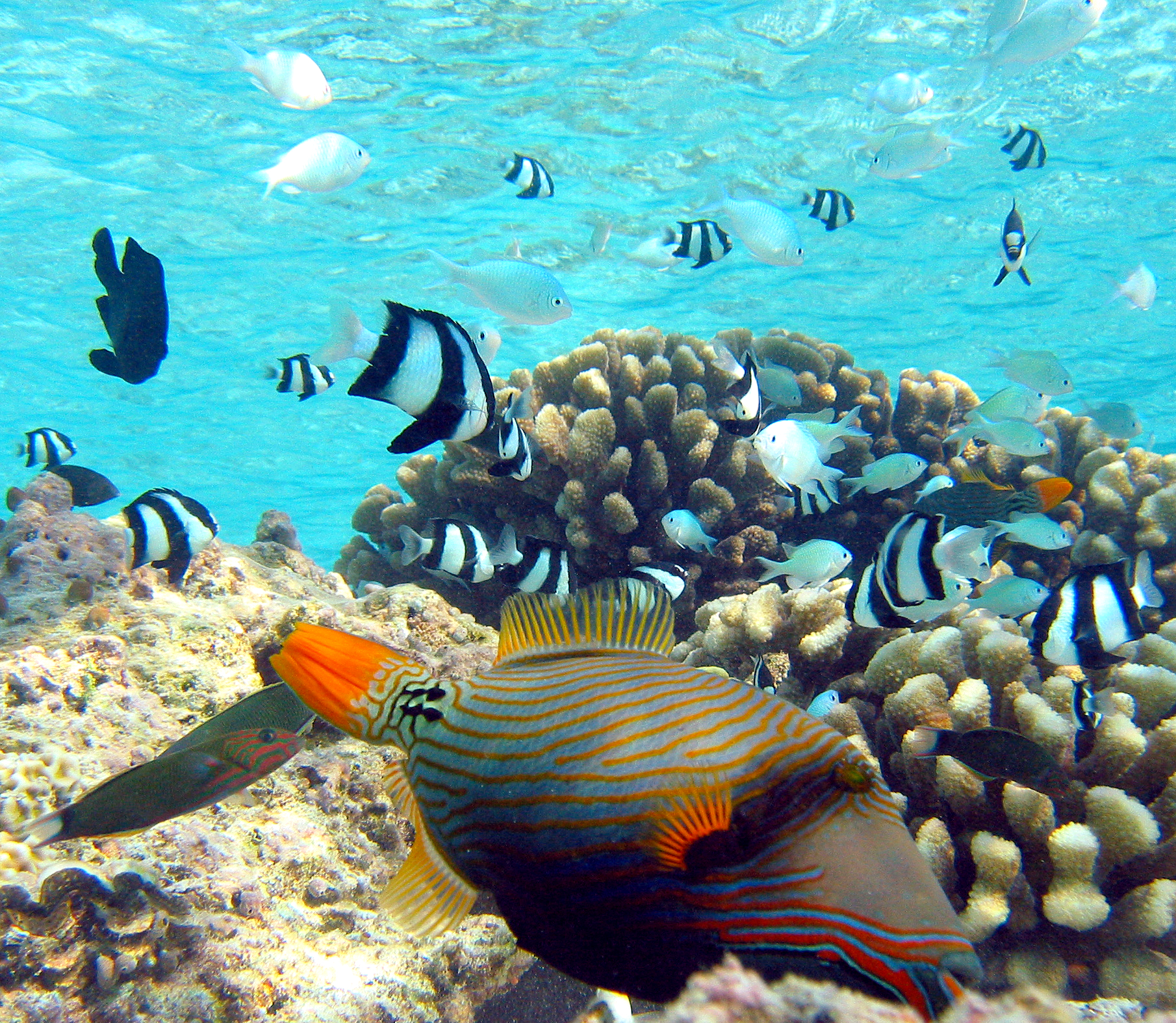
Một đàn cá biển

Cá biển là các loài cá sống ở môi trường nước biển, khác với các loài cá sống ở môi trường nước ngọt như cá sông, cá đồng và cá suối. Thuật ngữ cá biển rộng hơn cá biển khơi, chỉ về những con cá ở biển sống xa bờ. Cá biển bao gồm các loài cá ven biển, cá biển khơi, cá biển sâu, cá tầng đáy, cá rạn san hô...
Đa số loài cá chỉ sống trọn đời trong sông hoặc trong biển. Tuy nhiên, cũng có một số chủng loại cá, trong cả cuộc đời chúng chỉ sống trong biển ở một giai đoạn nào đó, như con lịch phải bơi vào trong sông để đẻ trứng. Có loại cá sinh ra ở trong sông nhưng lại bơi ra ngoài biển như cá hương, cá tầm, cá hồi.

## Đặc điểm
Nếu chỉ nhìn hình dáng bên ngoài thì không có sự khác biệt rõ ràng giữa cá biển và cá sông, tuy nhiên chúng có một số khác biệt về màu sắc, nhìn chung cá biển có nhiều màu sắc hơn cá sông do môi trường sống và cuộc chiến sinh tồn. Để né tránh kẻ thù mạnh hơn mình, cá phải có màu sắc hòa lẫn vào môi trường. Cá ở vùng biển lạnh do môi trường mờ đục. Cá biển nhiều màu sắc là loại sống ở vùng biển nóng và chúng thường sống gần các bãi san hô, có màu sắc rực rỡ. Chính vì vậy, nuôi cá biển có cái thú mà cá nước ngọt không thể có được vì những loại cá này có màu sắc lộng lẫy. Ngoài ra câu cá biển cũng rất thú.
Về bài tiết, cá sống trong nước biển, cho nên chúng hấp thụ nước biển vào trong cơ thể một cách bản năng, nhả lượng muối ra, chỉ bài tiết ra ngoài lượng nước tiểu ít mà đậm đặc. Đó là chỗ khác nhau giữa cá sông và cá biển. Trong khi đó, nước sông không có chất muối, cá trong sông hấp thụ nhiều nước sông vào trong cơ thể. Để điều tiết, cá phải thông qua thận để hấp thụ lượng nước từ trong máu, làm sinh ra nhiều nước tiểu màu nhạt bài tiết ra ngoài.
Chỉ có cá biển mới bị khát nước. Mọi loại cá đều có cùng nồng độ muối trong máu (khoảng 9gr/lít). Trong khi đó, máu cá biển chứa ít muối hơn nước biển. Nước có khuynh hướng chạy ra ngoài, chủ yếu thông qua mang cá. Để giữ lại nước, cá biển không tiểu tiện, hoặc rất ít. Nhưng dù vậy nó vẫn bị mất nước rất nhiều. Chúng phải uống nước vào và có phân hóa tố do một loại tế bào đặc biệt tiết ra để loại bỏ muối thừa. Cá biển là những thực phẩm ngon, giàu chất dinh dưỡng được nhiều người ưa thích. Tuy nhiên cũng có không ít loài cá biển độc gây ra nhiều vụ ngộ độc chết người

## Giá trị
Cá biển và các sản phẩm từ cá có giá trị dinh dưỡng cao, đặc biệt là nguồn cung cấp nhóm B. So với thịt, cá có nguồn chất khoáng quý hơn. Tỷ số calci/phosphor ở cá cân đối hơn thịt. Các yếu tố vi lượng như đồng, kẽm, iod ở cá cũng tương đối dồi dào. Cá biển còn có chứa nhiều clo và fluo có tác dụng tốt đối với xương và răng. Ngoài ra cá còn có DHA đóng vai trò quan trọng trong quá trình sinh trưởng của tế bào não và hệ thần kinh. Ăn cá làm giảm nguy cơ bệnh tim mạch ở người bị tiểu đường, hạ mỡ máu, chống huyết khối, giảm và đảo ngược quá trình tạo xơ vữa, đồng thời làm giảm nguy cơ bệnh Alzheimer (suy giảm trí nhớ).
Cá biển là thực phẩm tốt đối với sức khỏe do chứa đạm có giá trị sinh học cao với tỷ lệ cân đối, phù hợp với cơ thể người. Cá còn rất giàu chất béo không no omega-3 cần để tạo màng tế bào thần kinh và có tác dụng phòng chống bệnh tim mạch. Đối với trẻ em, nên cho bé ăn cá hồi, cá thu, cá ngừ, cá basa, các loại cá này chứa nhiều omega-3 (các axít béo chưa no rất tốt cho sự phát triển thần kinh và thị giác của trẻ, phát triển trí não giúp bé thông minh hơn). Cá đồng tuy không chứa nhiều các axít béo chưa no như cá biển, nhưng cá đồng cũng chứa nhiều chất đạm quí, dễ hấp thu, lại ít gây dị ứng hơn cá biển. Khi mới bắt đầu cho bé ăn cá, nên cho ăn cá đồng trước, chọn cá nạc ít xương như Cá quả, cá trắm, cá trê Cá biển nhiều omega-3 hơn cá sông, nó nhiều tinh chất khoáng hơn cá nước ngọt và cũng đa dạng hơn về chủng loại.

## Lưu ý
Khi ăn cá biển, người tiêu dùng phải đối mặt với ít nhất 2 vấn đề: mua phải cá ươn - chết và chứa hóa chất. Không nên ăn cá ươn, đặc biệt là cá chết. Lúc này, lượng protein bị hư hỏng trong cá sẽ sinh ra rất nhiều độc tố. Khi chúng ta ăn phải sẽ gây độc cho cơ thể, dẫn tới ngộ độc thực phẩm và có thể nguy hại đến tính mạng. Các sản phẩm đông lạnh đã có xuất hiện đá cục hoặc lẫn các tinh thể băng thì không nên chọn mua. Ngoài ra, ăn quá nhiều cá như cá ngừ, cá hồi cũng có thể dẫn tới những nguy cơ khác như ngộ độc thủy ngân, ảnh hưởng tới trẻ nhỏ, người già, phụ nữ mang thai.
Với các loại cá biển, khi có dấu hiệu hư hỏng luôn có mùi rất đặc trưng là mùi ươn. 
- Mắt: Cá tươi mắt sẽ lồi và trong suốt, giác mạc đàn hồi. Mắt cá ươn sẽ lõm vào trong hốc, có màu đục và giác mạc mắt nhăn nheo, thậm chí rách nát.
- Mang: Cá tươi có mang màu đỏ hồng, dính chặt với hoa khế, không nhớt, không có mùi hôi. Trong khi đó mang cá ươn màu xám, không dính chặt với hoa khế, có nhớt, có mùi hôi.
- Vảy: Cá tươi có vảy óng ánh, bám chặt với thân, không có niêm dịch, không có mùi hôi. Còn vây cá ươn mờ, không sáng óng ánh, dễ tróc khỏi thân cá, có mùi.
- Bụng: Ấn ngón tay vào thịt cá để thử, thịt cá tươi sẽ rắn chắc, đàn hồi, không hằn vết ấn.
- Miệng cá biển tươi ngậm kín, còn cá ươn miệng hé mở. Đối với cá biển cấp đông lạnh quá lâu ngày hoặc gặp vấn đề khi bảo quản, răng cá thường bị rụng.

Cá ướp urê, nhìn bề ngoài thấy rất tươi, mắt cá trong, mang cá đỏ tươi hơn bình thường, nhưng độ đàn hồi thân cá không cao, khi ấn tay vào sẽ mềm, mình cá lõm xuống, ngửi cá có mùi khai chứ không phải mùi tanh đặc trưng. Khi rửa vài nước, cá sẽ mềm, lúc chiên hay kho cá sẽ rã ra và không có mùi thơm tự nhiên của cá biển. Chọn mua các loại cá và hải sản có hàm lượng thủy ngân thấp như cá hồi, cá bơn, tôm và hàu.